# سیارک ۱۵۹۰۲
سیارک ۱۵۹۰۲ (به انگلیسی: 15902 Dostal، نامگذاری:1997RA9) پانزده هزار و نهصد و دومین سیارک کشف شده‌است که در ۱۳ سپتامبر ۱۹۹۷ کشف شد.
قدر مطلق سیارک برابر ۱۴.۸ است.